# أناستازيا فرولوفا
أناستازيا فرولوفا هي لاعب كرة مضرب روسية، ولدت في 21 يونيو 1994 في موسكو في روسيا.

## وصلات خارجية
- أناستازيا فرولوفا على موقع رابطة محترفات التنس (الإنجليزية)
- أناستازيا فرولوفا على موقع الاتحاد الدولي لكرة المضرب (الإنجليزية)
- أناستازيا فرولوفا على موقع إي إس بي إن.كوم (الإنجليزية)